# Habitatges al carrer Argentona, 15-21 (Mataró)
Els Habitatges al carrer Argentona, 15-21 és una obra de Mataró (Maresme) protegida com a Bé Cultural d'Interès Local.

## Descripció
Es tracta d'un conjunt de quatre cases de cos, de planta baixa i dues plantes pis amb la planta baixa aixecada respecte la cota del carrer. La façana de cada casa repeteix el model en la seva composició: balcó longitudinal al primer pis i dos balcons més a la planta superior. Destaca el ritme de les mènsules que aguanten els balcons i les carteles que suporten la cornisa sobre la qual descansa l'acroteri horitzontal. La façana presenta un acabat estucat a carreu picat en planta baixa i un esgrafiat de color amb motius florals a les plantes pis